# Mamphela Ramphele

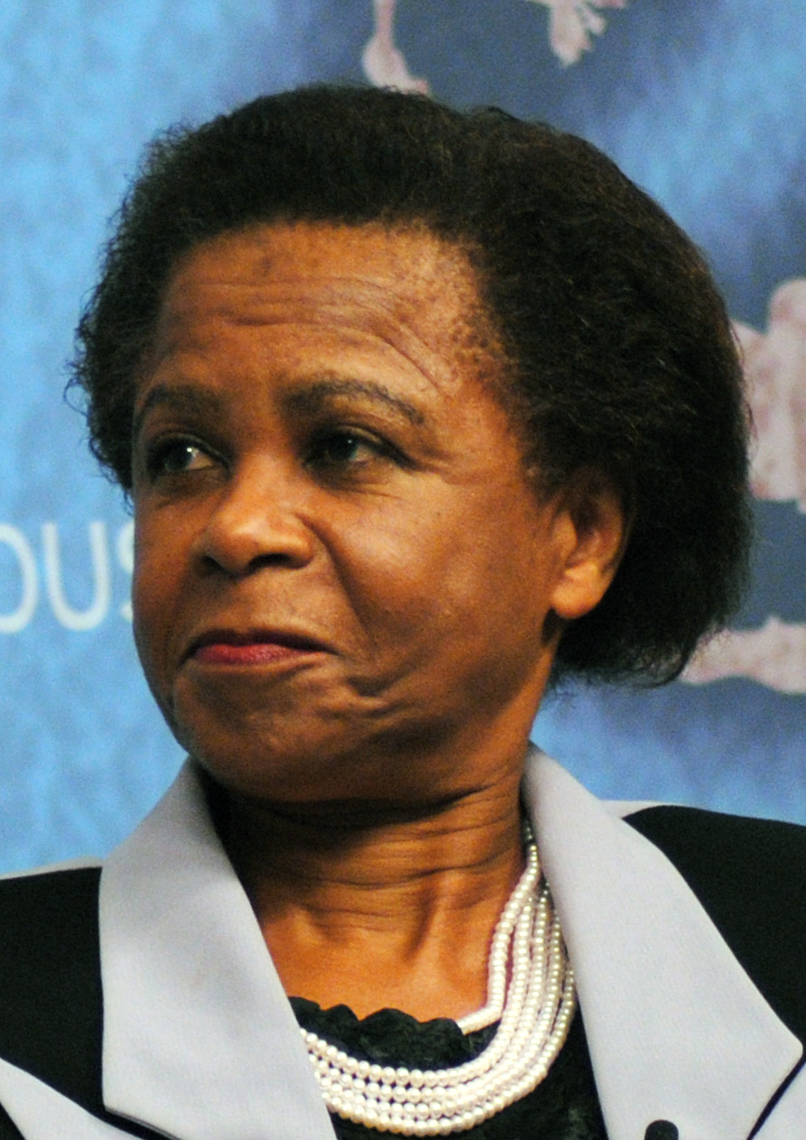
Mamphela Ramphele, năm 2013.

Mamphela Aletta Ramphele (/ˈmʌmpiːlə ˈrʌmpiːli/; sinh ngày 28 Tháng Mười Hai 1947) là một chính trị gia,  một người từng hoạt động chống chủ nghĩa apartheid, một bác sĩ y khoa, một nữ học giả và doanh nhân người Nam Phi. Cô là cộng sự của nhà hoạt động chống phân biệt chủng tộc Steve Biko, người có hai con. Bà là cựu Phó hiệu trưởng tại Đại học Cape Town và là Giám đốc điều hành một lần tại Ngân hàng Thế giới. Ramphele thành lập đảng chính trị Agang Nam Phi vào tháng 2 năm 2013 và rút khỏi chính trị vào tháng 7 năm 2014 sau những tranh chấp trong đảng.

## Tuổi thơ
Ramphele được sinh ra ở quận Bochum ở phía Bắc Transvaal (nay là Limpopo). Cô hoàn thành việc học tại trường trung học Setotolwane vào năm 1966 và sau đó đăng ký các khóa học tiền y khoa tại Đại học Bắc. Mẹ cô, Rangoato Rahab, và cha cô, Pitsi Eliphaz Ramphele là giáo viên tiểu học. Năm 1944, cha cô được thăng chức làm hiệu trưởng của Trường Stephanus Hofmeyer. Ramphele bị ho gà nặng ở tuổi ba tháng. Vợ của người địa phương, bà Dominee (Reverend) Lukas van der Merwe, đã cho mẹ cô những lời khuyên y tế và mua thuốc cho trẻ bị bệnh đã cứu sống cô.
Năm 1955, Ramphele đã chứng kiến một cuộc xung đột giữa một kẻ phân biệt chủng tộc Dominee (Bộ trưởng Giáo hội Afrikaner) và người dân làng Kranspoort cũng góp phần thức tỉnh chính trị của bà.

## Giáo dục
Ramphele theo học tại trường trung học GH Frantz nhưng vào tháng 1 năm 1962, cô rời trường bình thường Bethesda, một trường nội trú là một phần của trường đại học đào tạo giáo viên Bethesda. Năm 1964, cô chuyển đến trường trung học Setotolwane để trúng tuyển, nơi cô là một trong hai cô gái duy nhất trong lớp. Sau khi hoàn thành việc học vào năm 1966, năm 1967, Ramphele đăng ký các khóa học tiền y khoa tại Đại học Bắc. Năm 1968, cô được nhận vào trường Đại học Y Natal, sau đó là tổ chức duy nhất cho phép sinh viên da đen đăng ký mà không cần sự cho phép trước của chính phủ. Nguồn tài chính ít ỏi của cô đồng nghĩa với việc cô bị buộc phải vay tiền để đi đến Trường Y khoa Natal (nay là Trường Y khoa Nelson Rolihlahla Mandela). Ramphele giành được học bổng của Hiệp hội Phụ nữ Do Thái Nam Phi năm 1968 và Bursary Sir Ernest Oppenheimer trị giá khoảng R150 hàng năm trong suốt những năm còn lại của cô tại Trường Y khoa.